# Des dames de cœur
Des dames de cœur est un téléroman québécois en 82 épisodes de 50 minutes, créé par Lise Payette en collaboration avec Sylvie Payette et diffusé du 8 décembre 1986 au 27 mars 1989 à la Télévision de Radio-Canada.

## Synopsis
Ce téléroman raconte l'histoire de quatre amies dans la quarantaine, Évelyne, Lucie, Claire et Véronique. Un autre personnage marquant était Jean-Paul Belleau (l'époux de Lucie), un infidèle notoire.

## Distribution
- Andrée Boucher : Évelyne Lamontagne
- Luce Guilbeault : Claire Trudel
- Louise Rémy : Lucie Belleau
- Michelle Rossignol : Véronique O'Neil
- Michel Dumont : Gilbert Trudel
- Gilbert Sicotte : Jean-Paul Belleau
- Dorothée Berryman : Julie Bastien
- Catherine Bégin : Micheline Gagnon
- Raymond Bouchard, puis Pierre Gobeil : Roger Lamontagne
- Pierre Curzi : François O'Neil
- Diane Dubeau : Diane Trudel
- Louise Forestier : Jeanne Valois
- Johanne Garneau : Nicole Belleau
- Nathalie Gascon :  Martine Poliquin
- Rémy Girard : Luc Lavigne
- Marie-Lise Hétu : Ginette Belleau
- Monique Leyrac : Laurence Trudel
- Robert Maltais : Guy Bachand
- Albert Michel : Livreur de fleurs
- Guylaine Normandin : Carole Lamontagne
- Christine Olivier : Monique Breton
- Viviane Pacal : Liliane Dubé
- Jean Petitclerc : Olivier Lamontagne
- Linda Sorgini : Chantal Côté
- Septimiu Sever : Alexandre Potra
- Yves Soutière : Marc Trudel
- Julie Vincent : Marie-Claire Lapierre
- Alain Zouvi : Paul Legault

## Fiche technique
- Scénariste : Lise Payette assistée de Sylvie Payette
- Réalisation : Raymonde Crête, Rolland Guay, Lucile Leduc, Maude Martin, Yves Mathieu, Jean Salvy
- Musique : André Gagnon

## Récompenses
- Prix Gémeaux 1988 : Meilleure série dramatique